# طلال أحمد
طلال أحمد لاعب كرة قدم بحريني يلعب حاليا لصالح نادي الدرجة الأولى النجمة البحريني في خط الوسط.